# Arão (filho de Esrom)
Arão, Rão ou Arni é um personagem bíblico do Antigo Testamento, mencionado no livro de Gênesis como filho de Esrom, bisneto de Judá e tetraneto do patriarca Jacó. Não há registros suficientes na Bíblia a respeito de sua biografia. Sabe-se, porém, que Arão faz parte da genalogia do rei David e de Jesus Cristo.
Segundo o Primeiro Livro de Crônicas, Esrom gerou Jerameel, Rão e Calebe. E Rão gerou Aminadabe, Aminadabe gerou Naassom, Naassom gerou Salmon, Salmon gerou Boaz, Boaz gerou Obede, Obede gerou Jessé, e Jessé gerou Davi
1. ↑  Lucas 3:33